# Винтер Спрингс (Флорида)
Винтер Спрингс (енгл. Winter Springs) град је у америчкој савезној држави Флорида. По попису становништва из 2010. у њему је живело 33.282 становника.

## Демографија
Према попису становништва из 2010. у граду је живело 33.282 становника, што је 1.616 (5,1%) становника више него 2000. године.
| Група             | 2000.          | 2010.          |
| Белци             | 25.851 (81,6%) | 25.099 (75,4%) |
| Афроамериканци    | 1.452 (4,6%)   | 1.831 (5,5%)   |
| Азијати           | 615 (1,9%)     | 861 (2,6%)     |
| Хиспаноамериканци | 3.330 (10,5%)  | 4.978 (15,0%)  |
| Укупно            | 31.666         | 33.282         |